# Dekulturacja
Dekulturacja – proces społeczny, który zachodzi w trakcie kontaktów międzykulturowych doprowadzających do ubożenia danej kultury poprzez zanikanie jej określonych elementów w danym czasie. Dekulturacja prowadzi do ujednolicania się wszystkich kultur, które pozostają ze sobą we względnie stałym kontakcie. Jest efektem procesów akulturacji.